# Skippy (marchio)
Skippy è un marchio commerciale per un prodotto a base di burro di arachidi fatto negli Stati Uniti, fondato da Joseph Rosenfield nel 1933. Annualmente vengono venduti circa 90 milioni di barattoli di Skippy.
Percy Crosby, creatore del fumetto Skippy nel 1923 e che aveva registrato il nome nel 1925, lasciò decadere il brevetto nel 1934. Rosefield nel 1955 vendette il marchio alla Best Foods che poi venne acquisito dalla Unilever e poi dalla Hormel,   rivendicare diritti sul marchio nonostante l'obiezione degli eredi di Crosby e molte controversie si sono verificate su questo punto nel corso dei decenni alcune delle quali sono continuate negli anni 2000.